# Gabriel Pontello
Gabriel Pontello (* zwischen 1945 und 1955 wahrscheinlich in Frankreich) ist ein französischer Filmschauspieler, Pornodarsteller, Regisseur und Filmproduzent von Pornofilmen. 

## Leben und Karriere
Pontellos private Biografie ist weitgehend unbekannt. Sein Geburtsdatum ist nicht bekannt; er soll Ende der 1940er Jahre, höchstens jedoch Anfang der 1950er Jahre geboren sein. Seine Nationalität wird mit Franzose oder Italiener angegeben. Seine Eltern waren wohl italienischer Herkunft, stammten aus der Nähe von Udine und waren nach Frankreich ausgewandert. Pontello soll vor seiner Porno-Karriere als Lehrer gearbeitet haben.
Als Schauspieler wirkte Pontello in Erotikfilmen, in Softsex-Filmen und in über 150 Hardcore-Streifen mit. Ab den 1990er Jahren übernahm er auch sog. „Non-Sex-Roles“. 1975 hatte er sein Debüt als Porno-Darsteller in dem Film Candice Candy. Pontello war als Pornodarsteller hauptsächlich in den 1970er und 1980er Jahren erfolgreich und wirkte schwerpunktmäßig in französischen und italienischen Produktionen mit. Meist wurde er dabei im Rollentypus des heterosexuellen Machos eingesetzt.
Er arbeitete mit Filmregisseuren und Filmproduzenten wie Michel Leblanc, Marc Dorcel, Hans Moser und Teresa Orlowski zusammen. Zu seinen Partnerinnen gehörten u. a. Brigitte Lahaie, Marilyn Jess, Olinka Hardiman, Ilona Staller und Sibylle Rauch. Als Darsteller war er auch im Fetisch-Genre aktiv; er wirkte in Szenen mit BDSM, Fisting und Pissing mit. Seinen letzten Auftritt als Darsteller hatte in der Titelrolle des Films Der perverse Kardinal (2005), bei dem er auch Regie führte und einen brutalen Kirchenfürsten verkörperte, der u. a. versucht, mit einem Dildo unschuldigen Mädchen den Teufel auszutreiben.
Ab 1989 war er auch als Regisseur tätig. Zwischen 1991 und 2006 drehte er, unter verschiedenen, teils auch weiblichen Pseudonymen, über 100 Pornofilme, bei denen er häufig auch den Fetisch-Sektor bediente. Seine letzte Regiearbeit stammt aus dem Jahre 2006. Anschließend scheint Pontello seine Karriere aufgegeben zu haben. 2015 erschien auf YouTube ein nicht datiertes Video, das Pontello als Regisseur bei einem erotischen Solo-Videodreh zeigt.
Von 1977 bis 1985 war Pontello der Hauptdarsteller des in Frankreich, später auch in Italien produzierten Sexmagazins Supersex, einer Serie von pornografischen Fotoromanen, die im Krimimilieu spielten und in denen Pontello immer den „Porno-Kommissar“ darstellte. Im März 1979 und Januar 1980 erschienen im Magazin Playgirl in der Serie Men of Europe erotische Fotos mit Pontello. Pontello wurde in der Fotostrecke als Franzose mit einer fiktiven Biografie als Pariser Foto-Redakteur mit einer kleinen Wohnung in der Avenue Victor Hugo, unweit der Champs-Elysees, vorgestellt. Diese Fotos wurden Anfang der 1980er Jahre auch in einer der kurzzeitig verfügbaren deutschen Playgirl-Ausgaben unter dem Titel Europas Männer gezeigt.
Pontello gilt als Entdecker, Mentor und Förderer des italienischen Porno-Stars Rocco Siffredi; durch Pontellos Vermittlung erhielt Siffredi erste Angebote für erotische Foto-Shootings und seine erste Rolle in einem Pornofilm. Pontello und Siffredi hatten sich 1984 im Pariser Sex-Club Club 106 kennengelernt.

## Filmografie (Auswahl)
- 1976: Candice Candy
- 1976: Der Saft muss raus (Corps brûlants)
- 1979: Ekstase einer Nacht (La grande mouille)
- 1980: Emmanuelle geht nach Cannes (Emmanuelle à Cannes)
- 1980: Marilyn – Kleine Spalten, süße Lippen
- 1980: Weiche Schenkel (Le droit de cuissage)
- 1980: Emmanuelle – Im Teufelskreis der Leidenschaft (Le journal érotique d'une Thailandaise)
- 1981: Alice – Wild und unersättlich (L'amour aux sports d'hiver)
- 1981: Les nuits de Marilyn
- 1981: Heiße Sehnsucht (Hot Desire)
- 1981: Sechs Schwedinnen auf Ibiza
- 1982: Ein lasterhafter Sommer
- 1982: Wenn Mädchen heiß den Frühling spüren (Neiges brûlantes)
- 1982: Marilyn – Bizarre Begierden (Mélodie pour Manuella)
- 1982: Tiefe Öffnungen (L'inconnue)
- 1982: Heißer Sex auf Ibiza
- 1983: Heiße Haut im Sommerwind
- 1984: Ich schenk dir meinen Körper (Je t'offre mon corps)
- 1985: Rosalie – Heisse Körper (Rosalie se découvre)
- 1985: Marilyn – Heiß wie ein Vulkan (Marilyn in love)
- 1985: Marilyn – Geheimste Leidenschaften (Marilyn, mon amour)
- 1985: Scharfe Girls auf Achse (Mobilhome Girls)
- 1985: Les Folies de Teresa
- 1986: Le retour de Marilyn
- 1986: Banane al cioccolato
- 1986: Foxy Lady 2
- 1986: Foxy Lady 3
- 1987: Traci, I Love You
- 1987: Sens interdits
- 1988: Backdoor Lust
- 1989: Dirty Woman
- 2005: Bezahlt mit meiner Möse (Cinque ore di infamia)
- 2005: Der perverse Kardinal (Perverse Kardinal)